# 唐民凱
托馬斯·約瑟夫·“湯姆”·馬爾凱 PC，（1954年10月24日—），加拿大華文媒體使用漢名唐民凱，加拿大政治人物，加拿大新民主党黨員，2007-18年間任加拿大国会下议院议员，代表魁北克省乌特蒙選區（Outremont）。他曾于2012-17年間出任該党黨魁，期間兼任國會下議院官方反對黨領袖至該黨於2015年聯邦大選中失去官方反對黨地位為止。
在出任黨魁之前，他曾任新民主党副黨魁，而晉身聯邦政壇前他亦曾擔任魁北克省議員和魁省内閣廳長。

## 早年及个人生活
唐民凱在1954年10月24日於渥太华医院出生，其父哈利·大拿利·缪凯尔是一名爱尔兰裔加拿大人，從事保險業，其母珍妮·郝特博斯是一位法裔加拿大人，任職教師。他是家中十名孩子中的次子，在魁北克省赫爾市（後來併入加蒂諾市）和蒙特婁市以北的拉瓦勒市长大。他從拉瓦勒天主教中學畢業後升讀凡尼爾學院，主修社会科学。此後他再往麦吉尔大学研修法律，1977年畢業，在校期间当选麦吉尔大学法律系学生会主席和麦吉尔大学学生会成員。1976年与凯瑟琳·颦哈斯结婚，并育有两子。
唐民凱持有加拿大和法國雙重國籍，並精通英法雙語。他講英語時自稱「Tom」，講法語時則自稱「Thomas」。

## 早年工作
唐民凱於1978年連同妻子移居魁北克城，並於1979年取得魁北克執業律師資格。他曾於魁省律政廳的立法事務部和魁省法語最高委員會工作，到1983年則成為英語系魁北克人民權組織魁北克聯盟（Alliance Quebec）的法律事務主任。他從1985年起開始私人執業，又曾於協和大學、尚普蘭地區學院和魁北克大學三河市分校向非本科生教授法律科目。

## 晉身省政
湯姆·馬爾凱爾於1994年代表魁北克自由党參加省議會選舉，並贏得肖梅代選區議席，再於1998年和2003年的省選中連任。隨著魁省自由党在2003年省選中獲勝並籌組政府，唐民凱亦被該黨黨魁和新任省長莊社理委任為可持續發展、環境和公園廳長。
2004年11月25日，唐民凱公佈魁北克省的可持續發展大綱，又提出修改魁北克省人權及自由憲章，加入省民有權在一個尊重生物多樣性的健康環境中生活。唐民凱隨後到省內21個城市咨詢省民對大綱的意見，而大綱亦於2006年4月獲省議會一致通過。
莊社理於2006年進行内閣調動，並打算調任唐民凱為政府服務廳長。外界揣測莊社理是因為不滿湯姆·馬爾凱爾反對省政府從奧爾福山省立公園抽出土地售予私人發展商，而把唐民凱從環境廳調往性質較為次要的政府服務廳，變相把他降職，但唐民凱卻婉拒新職並退出内閣。湯姆·馬爾凱爾隨後亦宣佈不會在2007年省選中代表魁省自由党角逐連任省議員。

## 轉投聯邦政壇

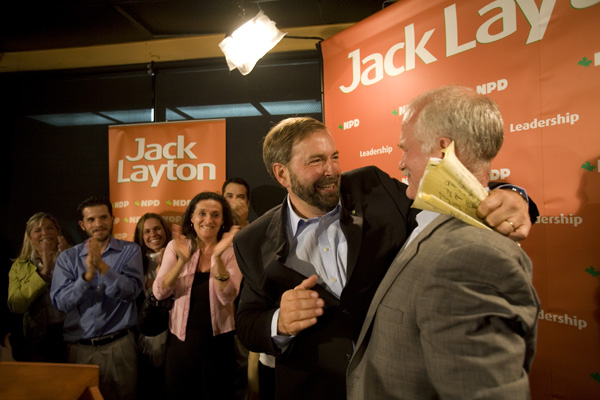
2007年唐民凱贏取國會議席後與林顿（右）祝捷

唐民凱離開省政後曾考慮加入一家律師事務所，但亦探討晉身聯邦政界，並曾與三大聯邦政黨（自由黨、保守黨和新民主黨）的人員會面；他在京都議定書的立場與保守黨有異而否決加入該黨。
2007年3月，時任加拿大新民主党领袖林顿在蒙特婁進行演講時，唐民凱坐在第一排，當時已招來外界揣測他會代表該黨角逐國會下議院議席。在林顿的劝说之下，唐民凱正式加入該黨，並於同年4月宣佈代表該黨參與來屆聯邦大選。他又成為林頓的魁北克省助理，並於同年6月21日在無對手的情況下順利獲得新民主黨提名，正式成為該黨的乌特蒙選區國會下議員候選人。
在2007年9月17日舉行的乌特蒙選區補選中，唐民凱以48%比29%的得票率擊敗加拿大自由黨候選人贏取該議席，成為聯邦新民主黨歷來第二位透過選舉晉身國會下議院的魁省候選人。他也是乌特蒙選區歷來第二位非自由黨黨籍的國會下議院議員。唐民凱隨後被委任為新民主黨其中一位副黨魁，並於同年10月12日宣誓就任國會議員。他隨後於2008年和2011年聯邦大選中順利連任國會議員。

## 黨魁生涯

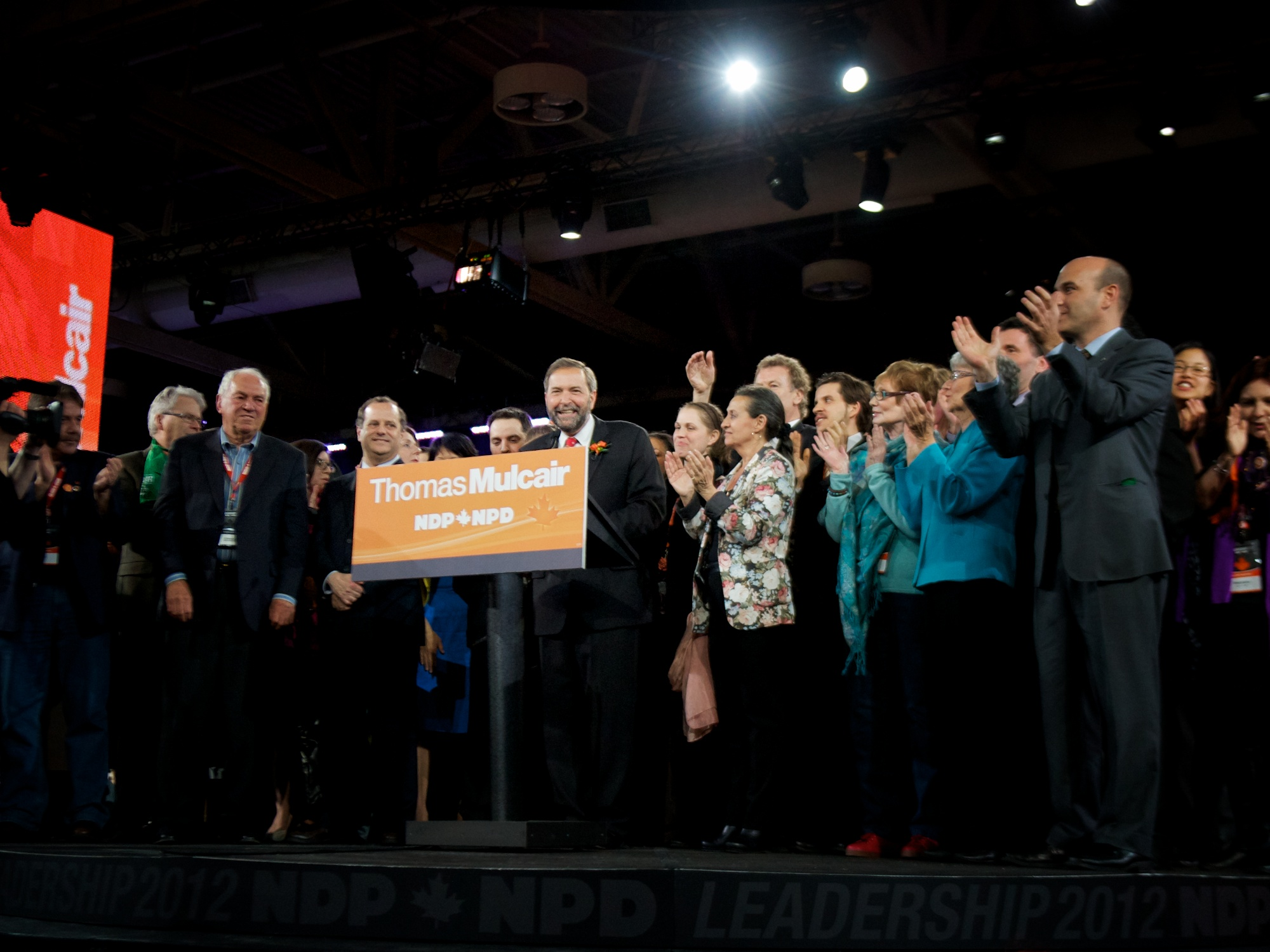
唐民凱當選新民主黨黨魁後致辭（2012年）

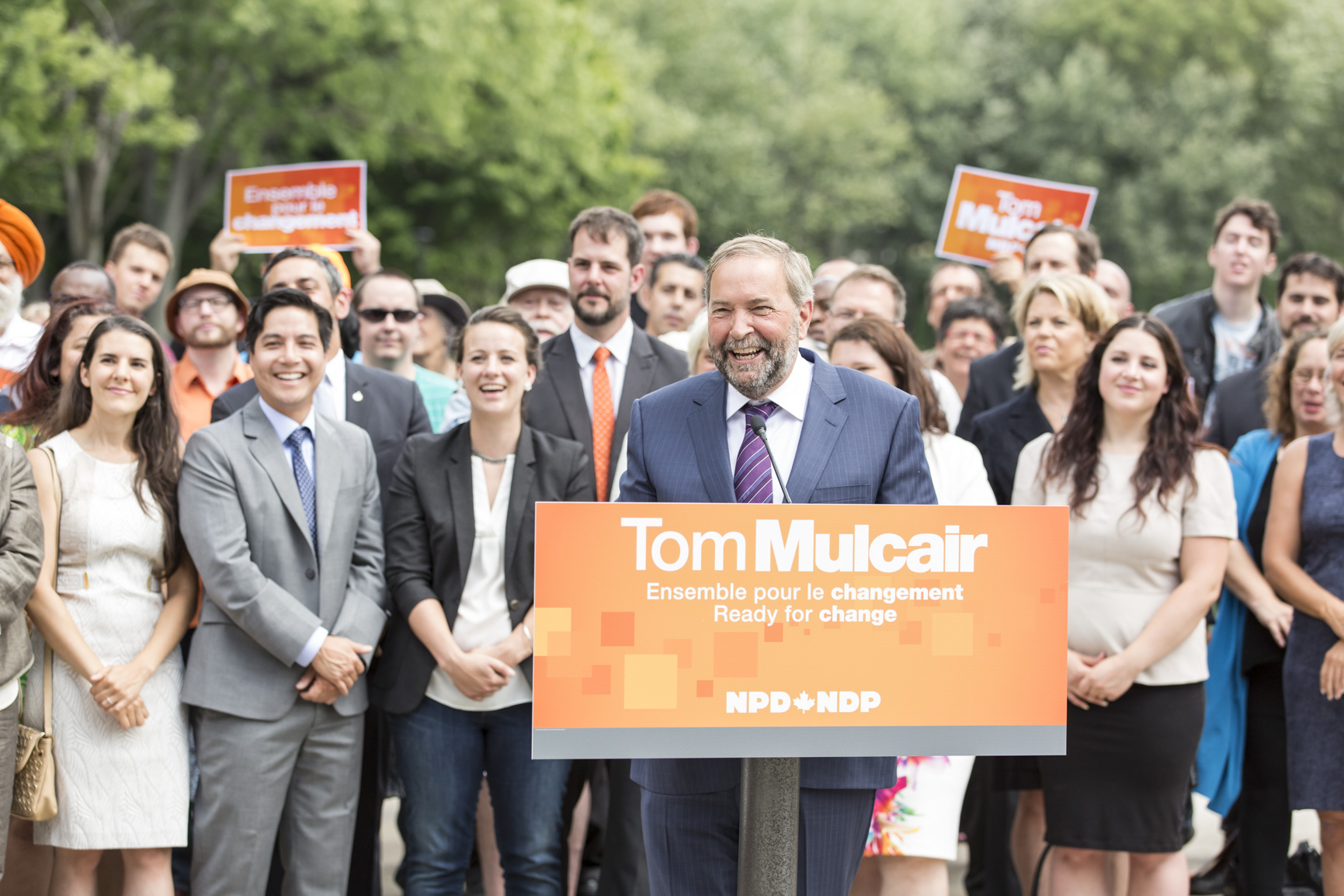
唐民凱於2015年在蒙特婁出席競選活動

林顿於2011年8月22日去世後，唐民凱於同年10月13日宣佈角逐黨魁職位。在2012年3月24日舉行的黨魁選舉中，唐民凱在第四輪投票以57.2%的得票率當選黨魁。他於同年4月18日與妻子遷進加拿大官方反對黨領袖官邸斯托諾威（Stornoway），再於同年9月14日宣誓成為加拿大樞密院顧問官，可終身在自己的姓名前冠上閣下（The Honourable）頭銜。
加拿大國會上議院議員經費醜聞曝光後，唐民凱重申新民主黨一貫主張廢除上議院的立場，並承諾在該黨的2015年聯邦大選政綱中包括這項政策。然而，加拿大最高法院於2014年裁定上議院需在加拿大全數十省一致同意的情況下才可廢除，因此即使新民主黨贏取大選上台執政亦難以落實這項政策。
新民主黨在林頓領導下於2011年聯邦大選中取得空前佳績，壓倒自由黨成為國會下議院第二大黨。唐民凱接任新民主黨黨魁後初期，該黨在民意調查的支持度仍與執政保守黨不相伯仲；但到了2012年9月，新民主黨的支持度回落至27%，落後保守黨7個百分點並只領先自由黨3個百分點。自由黨於2013年4月選出賈斯汀·杜魯多為黨魁後支持度有所上揚，但新民主黨則受此拖累而在民調中跌回第三位。
執政保守黨於2015年初在國會引入極具爭議的C-51號反恐法案，雖獲自由黨有限度支持但被唐民凱猛烈抨擊；此舉令新民主黨抗衡保守黨的角色更顯鮮明。此外，亞伯達新民主黨於同年亞伯達省選勝出並首度上台執政，這亦被視為利好聯邦新民主黨的一項因素。到了2015年5月，新民主黨的民望回升至與保守黨和自由黨叮噹馬頭。 
2015年聯邦大選競選初期，新民主黨一度在民調中領先。尋求連任的保守黨後來提出禁止穆斯林婦女在入籍儀式佩戴面紗，獲得不少魁北克選民支持，但受唐民凱和新民主黨反對，新民主黨在魁省的支持度因此大跌。此外，在國内經濟面對陰霾的情況下，自由黨提出以赤字預算來刺激經濟，但新民主黨則承諾平衡預算，部分原本傾向新民主黨的左翼和中間選民因此轉投自由黨。新民主黨最終在該屆大選贏取44席（包括唐民凱本人的議席），較選前流失51席並失去官方反對黨地位，再度成為國會第三大黨。
選後黨内出現不滿唐民凱領導的呼聲，而在2016年4月舉行的新民主黨代表大會中，52%黨代表投票通過在兩年內選出新黨魁。唐民凱因此面臨下台，但他留任至新民主黨於2017年10月選出駔勉誠為新任黨魁為止。他於2016年5月表示無意在來屆聯邦大選中尋求連任下議院議員，並於2018年8月正式離職。

## 退出政壇
唐民凱辭任國會議員後於2018年夏季加入蒙特婁大學，出任該校政治學系的客席教授。他亦於同年成為蒙特婁CJAD電台的政治分析員，並間中於CTV新聞台和TVA電視網亮相。

## 外部連結
- 加拿大國會網站 唐民凱簡介（页面存档备份，存于）